# Samuel E. Cook

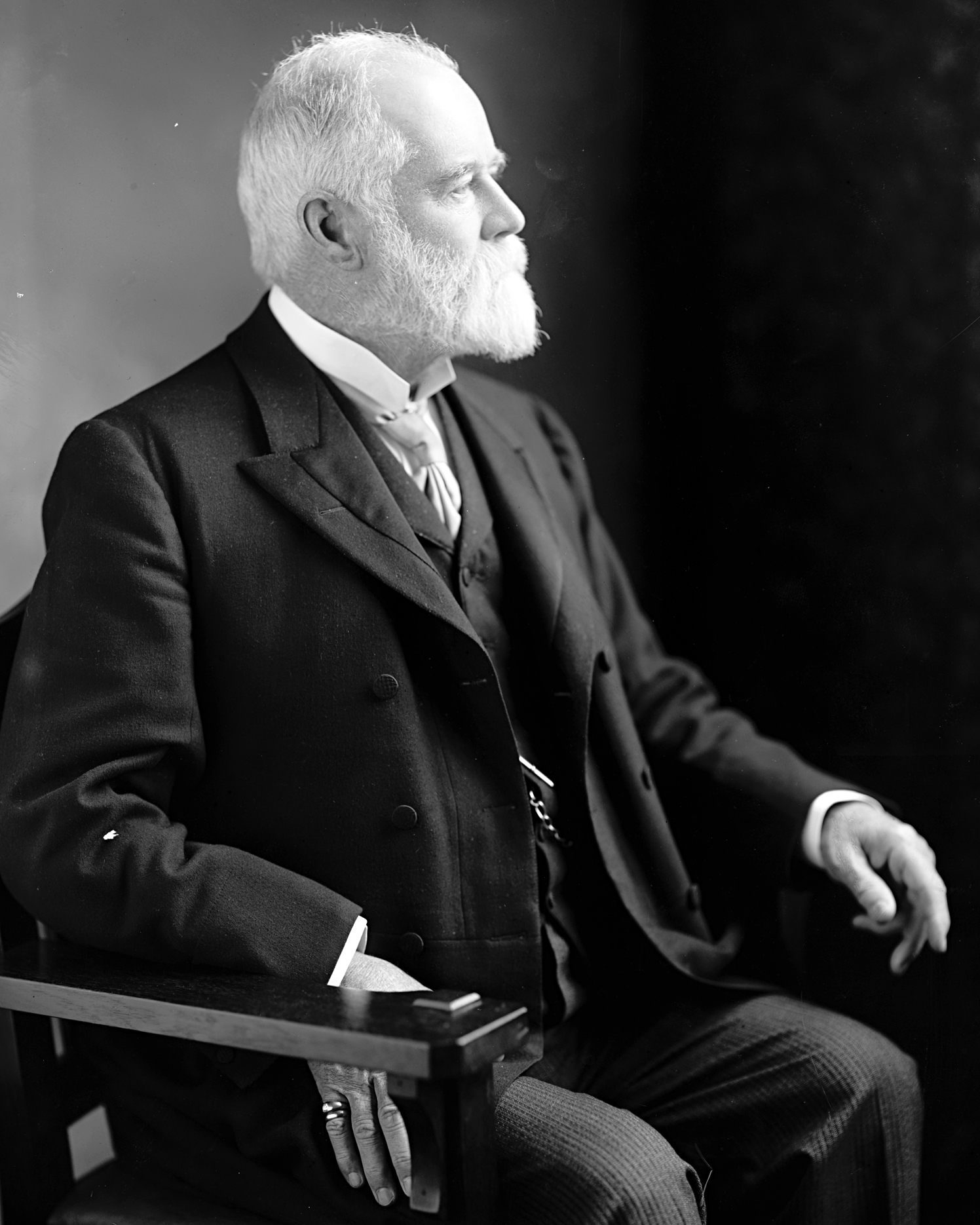
Samuel E. Cook

Samuel Ellis Cook (* 30. September 1860 im Huntington County, Indiana; † 22. Februar 1946 in Huntington, Indiana) war ein US-amerikanischer Politiker. Zwischen 1923 und 1925 vertrat er den Bundesstaat Indiana im US-Repräsentantenhaus.

## Werdegang
Samuel Cook besuchte die öffentlichen Schulen im Whitley County, in Columbia City und in Ada (Ohio). Danach arbeitete er als Lehrer und in der Landwirtschaft. Nach einem Jurastudium an der Valparaiso University und seiner 1888 erfolgten Zulassung als Rechtsanwalt begann Cook in Huntington in diesem Beruf zu arbeiten. Zwischen 1892 und 1894 war er Staatsanwalt im Huntington County; von 1906 bis 1918 fungierte er als Richter im 55. Gerichtsbezirk von Indiana.
Politisch schloss sich Cook der Demokratischen Partei an. Im Jahr 1896 war er Delegierter zur Democratic National Convention in Chicago, auf der William Jennings Bryan erstmals als Präsidentschaftskandidat nominiert wurde. Zwischen 1896 und 1900 war er Redakteur der seiner Partei nahestehenden Zeitung „Huntington News-Democrat“. Bei den Kongresswahlen des Jahres 1922 wurde Cook im elften Wahlbezirk von Indiana in das US-Repräsentantenhaus in Washington, D.C. gewählt, wo er am 4. März 1923 die Nachfolge von Milton Kraus antrat. Da er im Jahr 1924 nicht bestätigt wurde, konnte er bis zum 3. März 1925 nur eine Legislaturperiode im Kongress absolvieren.
Nach seinem Ausscheiden aus dem US-Repräsentantenhaus praktizierte Samuel Cook wieder als Anwalt in Huntington. Dort ist er am 22. Februar 1946 auch verstorben.